# Mór–Pusztavám-vasútvonal
A Mór–Pusztavám-vasútvonal 12 km hosszú, egyvágányú, nem villamosított vasútvonal az Észak-Dunántúlon. Menetrendi jelzése 5b. Nyomvonalán részben kerékpárút épült.

## Története
A vasútvonal szén szállítására épült. Az első szakasza a Zacskó és Tsa. Móri Kőszénbánya Rt. iparvágányaként épült ki 1936-ban Mór állomás és a vállalat szénosztályozója (Zacskó-rakodó) között, felváltva az addigi gőzvontatású kisvasutat. Ezt az iparvágányt előbb az A aknáig, majd 1946-ban a B és C aknáig meghosszabbították. Pusztavámra 1948-ban ért el a vasút. Két évig csak áruforgalomra használták, majd 1950-ben személyforgalomra is alkalmassá tették. A menetrend szerinti személyszállítás napi három vonatpárral 1950. december 1-jén indult meg. Tervben volt a vonal folytatása és összekötése a szintén akkoriban épült, 1950. szeptember 1-jén átadott Környe–Oroszlány-vasútvonallal, azonban ez nem valósult meg.
1967. július 1-jével Árkipuszta megállóhely megszűnt, helyette megnyílt Mór-Újtelep megállóhely. A személyforgalom 1974. október 1-jével szűnt meg az 1968-as közlekedéspolitikai koncepció miatt, a teherforgalma azonban még évtizedekig megmaradt a szénbányák kiszolgálására. Visszaesését a rendszerváltás után a bányászat leépülése hozta. A pályában károk keletkeztek: bányászati tevékenység miatt a felszín is mozgásba került, ami vágánykivetődést okozott. A lecsökkent teherforgalom miatt nem volt szándék a pálya helyreállítására, ezért az napjainkban járhatatlan. Az utolsó tehervonat 2002-ben közlekedett a vonalon.
A vonal vágányanyaga 48 kg/m-es sínekből áll, hevederes illesztéssel B jelű vasbetonaljakon. Hivatalosan engedélyezett sebessége 10 km/h, tengelyterhelése 20 tonna. Az több helyen elbontott szintbeni közúti kereszteződések közül három helyszínt biztosított fénysorompó. Legtovább a 81-es főút útátjárójánál található maradt meg. Pusztavám állomásépülete áll, viszont lepusztult állapotú.